# Bourrou
Bourrou är en kommun i departementet Dordogne i regionen Nouvelle-Aquitaine i sydvästra Frankrike. Kommunen ligger i kantonen Vergt som tillhör arrondissementet Périgueux. År 2022 hade Bourrou 132 invånare.

## Befolkningsutveckling
Antalet invånare i kommunen Bourrou
Referens:INSEE